# ميكاه ستيرلينغ
ميكاه ستيرلينغ (بالإنجليزية: Micah Sterling)‏ هو محامي وسياسي أمريكي، ولد في 5 نوفمبر 1784 في لايم في الولايات المتحدة، وتوفي في 11 أبريل 1844. انتخب عضو مجلس ولاية نيويورك وانتخب عضو مجلس النواب الأمريكي.